# 青龙镇 (简阳市)
青龙镇，是中华人民共和国四川省资阳市简阳市下辖的一个乡镇级行政单位。2019年12月，将石钟镇民主村划归青龙镇管辖，青龙镇人民政府驻长寿街152号。

## 行政区划
青龙镇下辖以下地区：
鞍山村、白庙村、大松树村、芳草村、粉壁村、郭家村、极乐村、联合村、粮丰村、明星村、石桅村、水井村、新埝村、学堂村、银洞村、芋河村和政治村。